# Переволоцкий поссовет
Переволоцкий поссовет — сельское поселение в Переволоцком районе Оренбургской области Российской Федерации.
Административный центр — посёлок Переволоцкий.

## История
Статус и границы сельского поселения установлены Законом Оренбургской области от 2 сентября 2004 года № 1424/211-III-ОЗ «О наделении муниципальных образований Оренбургской области статусом муниципального района, городского округа, городского поселения, установлении и изменении границ муниципальных образований».

## Население
| 2010  | 2012  | 2013  | 2014  | 2015  | 2016  | 2017  |
| ----- | ----- | ----- | ----- | ----- | ----- | ----- |
| 9865  | ↘9757 | ↗9763 | ↘9745 | ↗9805 | ↘9795 | ↘9718 |
| 2018  | 2019  | 2020  | 2021  |       |       |       |
| ↘9561 | ↘9450 | ↘9330 | ↘9186 |       |       |       |

## Состав сельского поселения
| № | Населённый пункт | Тип населённого пункта          | Население |
| - | ---------------- | ------------------------------- | --------- |
| 1 | 13 км            | разъезд                         | 0         |
| 2 | Переволоцкий     | посёлок, административный центр | ↘8467     |
| 3 | Самарский        | хутор                           | 18        |
| 4 | Филипповка       | село                            | 249       |